# 8191 Mersenne
8191 Mersenne este o planetă minoră (asteroid), cu un diametru de 2,89 km, din centura de asteroizi. A fost descoperită pe 20 iulie 1993 la Observatorul La Silla de Eric Walter Elst și a fost numită după Marin Mersenne. 
Obiectul prezintă o orbită caracterizată de o semiaxă mare de 2,2635153 UAi, o excentricitate de 0,11, o înclinație de 2,82635 ° în raport cu ecliptica.